# Демофіл
Демофіл – давньогрецький полководець сиракузького тирана Агафокла.  
У 311 р. до н.е. почалась війна Агафокла проти Карфагену та сиракузьких вигнанців. Останні спрямували військо із 3 тисяч піхотинців та 2 тисяч вершників до містечка Галерія  (розташування наразі невідоме), куди їх запросили мешканці. Агафокл вислав туди ж п’ятитисячний загін під командуванням Пасифіла та Демофіла, котрий зміг розбити вороже військо та завдати йому суттєвих втрат. 
В 307 р. до н.е. Демофіл разом із іншим полководцем Агафокла Лептином очолив армію із 8200 піхотинців та 1200 вершників, котра виступила із Сиракуз проти акрагантців на чолі з Ксенодоком. Останній займався звільненням сицилійських міст з-під влади Агафокла та мав під своїм командуванням 10 тисяч піхотинців і 1 тисячу вершників. В наступній битві сиракузяни здобули перемогу та перебили 1,5 тисячі ворожих воїнів. 